# Jacobo González Rodrigáñez
Jacobo González Rodrigáñez (nascut el 25 de març de 1997), de vegades conegut simplement com a Jacobo, és un futbolista professional espanyol que juga com a migcampista per la dreta o lateral dret al Córdoba CF.

## Carrera de club
Nascut a Madrid, Jacobo es va incorporar a la formació juvenil del Reial Madrid el 2009, als 12 anys. El 9 de juliol de 2016 es va traslladar a la veïna AD Alcorcón, sent destinat al filial de Tercera Divisió.
El 20 d'agost de 2016 Jacobo va fer el seu debut com a professional, començant en un empat 0-0 a casa contra el SD Huesca a Segona Divisió. El 30 de desembre va ser cedit al CF Rayo Majadahonda de Segona Divisió B fins al final de la temporada.
El 14 d'agost de 2017, Jacobo va fitxar pel CF Villanovense de tercera divisió. El 13 de juny següent, va acordar un contracte de dos anys amb el seu company de lliga Celta de Vigo B.
Jacobo va debutar amb el primer equip –i la Lliga– amb els gallecs el 27 de juny de 2020, començant en un empat 2-2 a casa contra el FC Barcelona. El 7 d'agost va acordar un contracte de tres anys amb el CD Tenerife a la segona divisió.
Jacobo va marcar el seu primer gol com a professional el 13 de setembre de 2020, quan va fer el segon gol del seu equip en una victòria a casa per 2-0 contra el Màlaga CF. El 26 de juliol de 2021, després de participar amb moderació, va passar al CE Sabadell FC de la Primera Divisió RFEF.
El 21 de juliol de 2022, després de marcar 13 gols, el millor de la seva carrera, Jacobo va signar un contracte amb l'FC Andorra, que tot just acabava d'ascendir a segona divisió. El 27 de juliol de l'any següent, va tornar al seu primer club, l'Alcorcón, amb un contracte de dos anys.
El 16 de juliol de 2024, després de patir el descens amb l'Alkor, Jacobo va acceptar un contracte de dos anys amb el Córdoba CF també a la segona divisió.